# Leia thomensis
Leia thomensis är en tvåvingeart som beskrevs av Edwards 1934. Leia thomensis ingår i släktet Leia och familjen svampmyggor.
Artens utbredningsområde är São Tomé. Inga underarter finns listade i Catalogue of Life.